# Bahnhof Nürnberg-Reichelsdorf
Nürnberg-Reichelsdorf ist sowohl ein S-Bahn-Haltepunkt an der Bahnstrecke Nürnberg–Roth, als auch ein Bahnhof an der Bahnstrecke Treuchtlingen–Nürnberg. Er befindet sich im Süden Nürnbergs im Stadtteil Reichelsdorf. Im Bahnhof (NNRF), fädelt nach Norden das zur Rangierbahnhof führende Güterzuggleis aus. Der S-Bahn-Haltepunkt (NNRE) verfügt über einen 145 m langen und 96 cm hohen Mittelbahnsteig. Er wird von der S-Bahn-Linie S2 (Roth – Nürnberg – Hartmannshof) bedient und ist mit den Stadtbuslinien 62, 82 und 83 verknüpft. Zur weiteren Ausstattung gehören ein P+R-Parkplatz mit 50 und ein B+R-Parkplatz mit 38 Stellplätzen.

## Geschichte

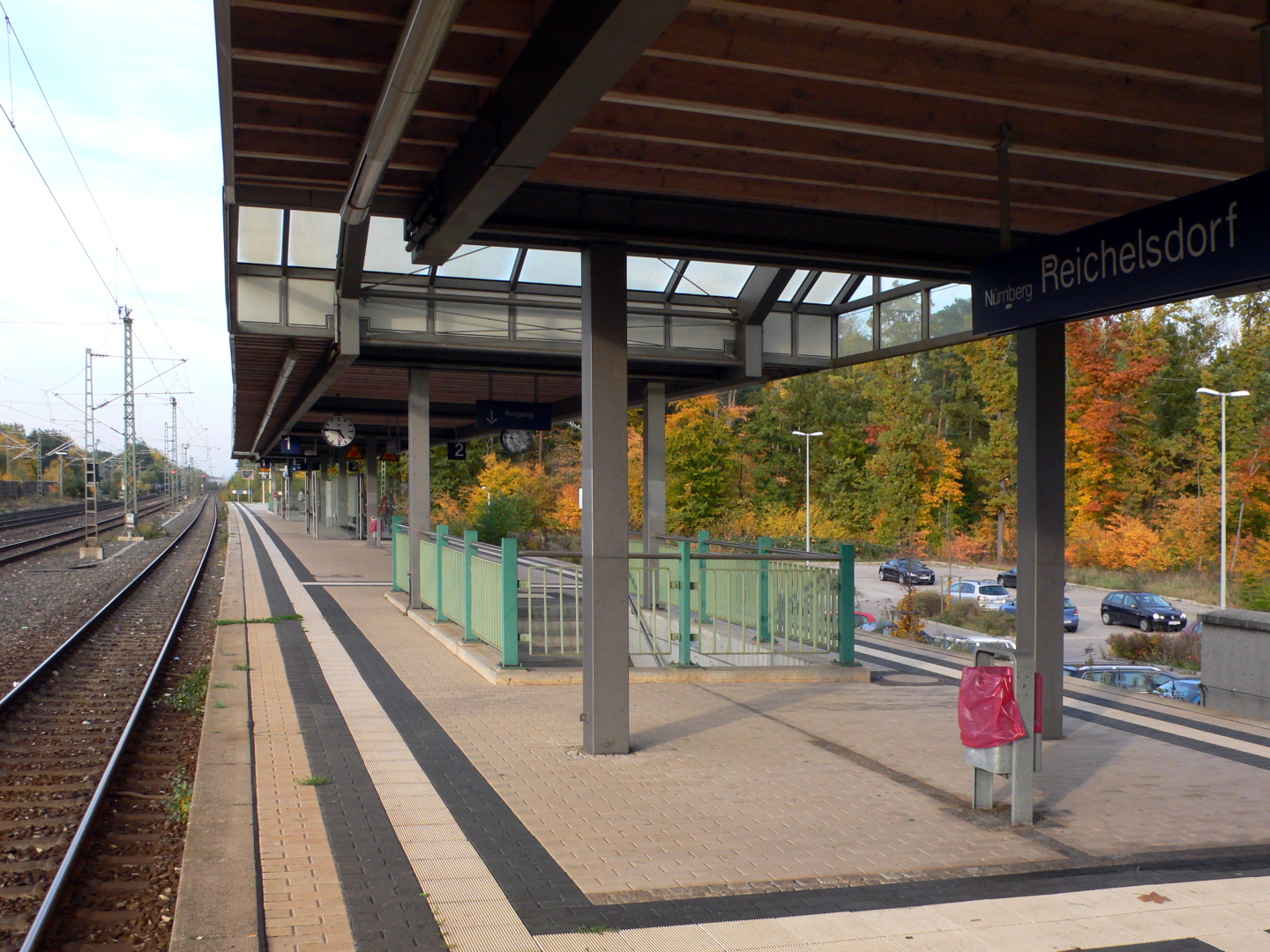
Heutiger Bahnsteig

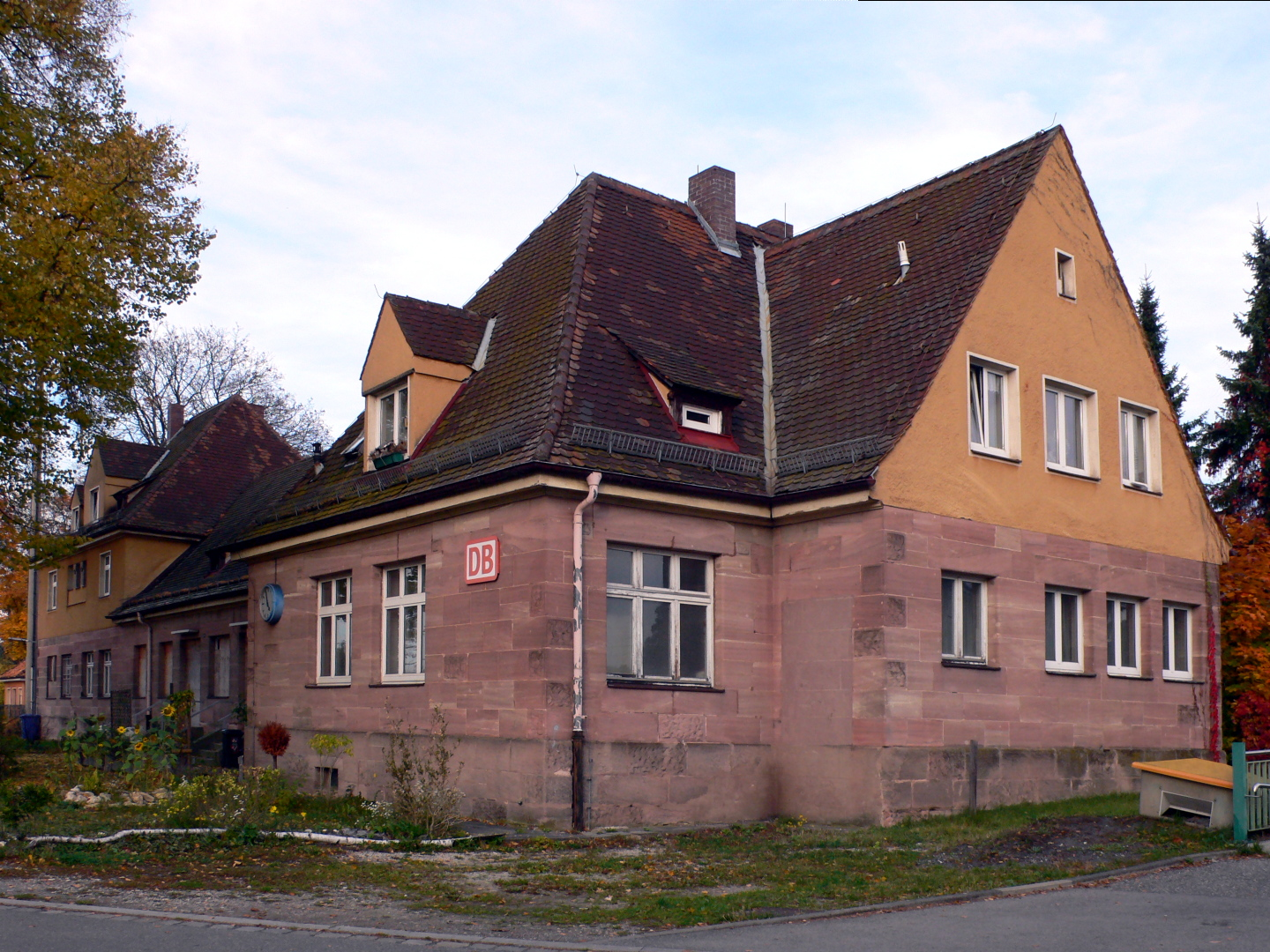
Straßenseite des ehemaligen Empfangsgebäudes

Der Bahnhof wurde zusammen mit der Eröffnung des Ludwig-Süd-Nord-Bahn-Abschnitts Nürnberg – Schwabach am 1. April 1849 von den Königlich Bayerische Staatseisenbahnen errichtet.
Am 24. Oktober 1929 ereignete sich hier ein Eisenbahnunfall als aufgrund eines missdeuteten schriftlichen Fahrbefehls, der wegen „Fahrt im falschen Gleis“ aufgrund einer Baustelle ausgegeben worden war, zwei Züge frontal zusammen stießen. Fünf Tote und über 30 Verletzte waren die Folge.
Für die dritte Nürnberger S-Bahn-Linie wurde östlich der vorhandenen Gleise eine eigene S-Bahn-Trasse erbaut, die zwischen Reichelsdorf und Nürnberg-Eibach zweigleisig ist, und in einem Überwerfungsbauwerk die Bestandstrasse kreuzt. Südlich des Bahnhofes Richtung Roth wird sie eingleisig. An ihr wurde ein Mittelbahnsteig mit den Gleisen 1 und 2 errichtet. Die bestehenden Anlagen für den Personenverkehr, ein Hausbahnsteig am westlich gelegenen Empfangsgebäude und ein Mittelbahnsteig wurden am 9. Juni 2001, dem Tag der Eröffnung der S-Bahn-Linie Nürnberg – Roth, außer Betrieb genommen. Die alten Bahnsteige sind noch vorhanden, können aber nicht mehr genutzt werden. Der Zugang zum S-Bahn-Bahnsteig erfolgt über eine Unterführung mit beidseitigem Zugang. Außer den beiden Streckengleisen der S-Bahnstrecke und den vier Durchgangsgleisen im Bahnhof sind keine weiteren Nebengleise mehr vorhanden. Das Empfangsgebäude wird nicht mehr zu Bahnzwecken genutzt.
Das Bahnsteiggleis soll 2025 angehoben werden, um Bahnsteighöhe von 76 cm zu erreichen.

## Verbindungsübersicht
| Linie | Strecke | Frequenz |
| ----- | --- | --- |
| S2    | Roth – Büchenbach – Rednitzhembach – Schwabach – Schwabach-Limbach – Katzwang – Reichelsdorfer Keller – Nürnberg-Reichelsdorf – Nürnberg-Eibach – Nürnberg-Sandreuth – Nürnberg-Steinbühl – Nürnberg Hbf – Nürnberg-Dürrenhof – Nürnberg Ostring – Nürnberg-Mögeldorf – Nürnberg-Rehhof – Nürnberg-Laufamholz – Schwaig – Röthenbach (Pegnitz) – Röthenbach-Steinberg – Röthenbach-Seespitze – Lauf West – Lauf (links Pegnitz) – Ottensoos – Henfenfeld – Hersbruck (links Pegnitz) – Happurg – Pommelsbrunn – Hartmannshof Stand: Fahrplanwechsel Dezember 2023 | 20/40 min (Roth–Schwabach) 20 min (Schwabach–Lauf) 20/40 min (Lauf–Hersbruck) 60 min (Hersbruck–Hartmannshof) |